# Partido Autóctone Negro

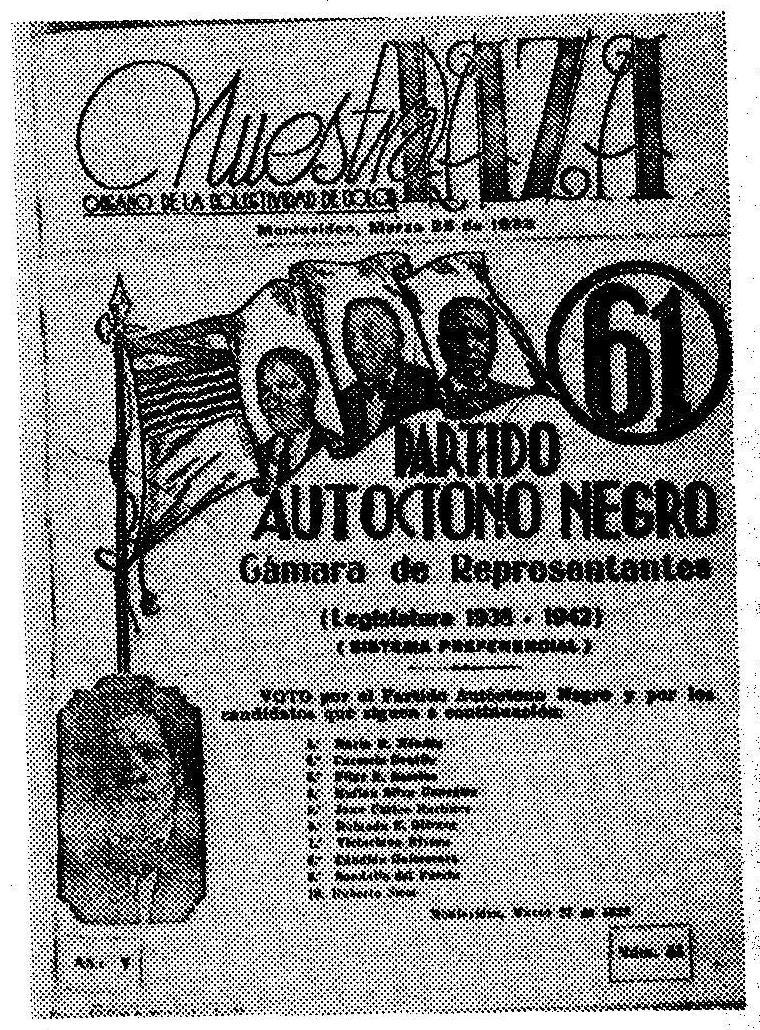
Capa do jornal Nuestra Raza, número 55 (1938), feita com um fac-símile da folha eleitoral do Partido Autóctone Negro (PAN) do Uruguai.

O Partido Autóctone Negro (em castelhano:  Partido Autóctono Negro, abreviado PAN) foi um partido político uruguaio que buscava defender os direitos da comunidade negra no país. Os fundadores foram intelectuais negros que queriam desenvolver o partido como uma plataforma para eleger afro-uruguaios para o Congresso. Foi fundado em 1936 e era próximo ao grupo do jornal Nuestra Raza. A fundação do PAN seguiu o estabelecimento de dois outros partidos negros latino-americanos, em Cuba (1908) e no Brasil (1931).

## Fundação
Uma primeira referência do projeto de lançar um partido político negro pode ser encontrada na edição de 24 de outubro de 1935 de Nuestra Raza. As edições posteriores do jornais traziam mais editoriais e artigos argumentando a favor da formação do partido. Em 9 de maio de 1936, foi realizada uma assembléia preliminar; umas trinta pessoas participaram do evento. Foram nomeados dois órgãos preparatórios, um Comitê de Relatórios e um Conselho Provisório. Em 23 de maio de 1936, o seu manifesto (redigido pelo Comitê) foi aprovado em uma reunião. O manifesto foi formulado dentro das linhas da Frente Popular, convocando o povo para a luta contra o fascismo e o imperialismo.
Seus principais fundadores foram:
- Elemo Cabral (1887-1969);[4] ele trabalhou como porteiro do Museu Histórico Nacional de Montevidéu.
- Ventura Barrios (1896-1952); trabalhou como linotipista.
- Pilar Barrios (1899-1974); irmão da anterior, foi poeta e gestor de processos de um escritório de advocacia de Montevidéu.
- Salvador Betervide (1903-1936), nascido na cidade de Melo (departamento de Cerro Largo) se formou como advogado aos 22 anos de idade em Montevidéu. Tendo pertencido originalmente ao Partido Nacional, se vinculou ao político Julio César Grauert, afiliando-se ao Movimiento Avanzar, fundado por este dentro do Partido Colorado. Após a morte de Grauert como consequência de um enfrentamento con a polícia ao regressar de um ato realizado no interior do país no qual denunciou a ditadura de Gabriel Terra, Betervide impulsa a criação do PAN. Exerceu sua profissão basicamente como defensor público.

Salvador Betervide foi o presidente fundador do partido. Após morrer de tuberculose em 1936, a presidência do partido foi assumida por Mario Méndez. Em 5 de janeiro de 1937, o partido foi reconhecido pelo Tribunal Eleitoral e em março de 1937 um novo manifesto foi publicado, semelhante ao original.
Cabral e os irmãos Barrios fundaram e mantiveram o jornal Nuestra Raza (1933-1948), dedicado a fornecer informações e difundir questões culturais relacionadas à sua comunidade. Na época da invasão italiana à Etiópia, formaram parte do Comitê da Raça Negra contra a Guerra e o Fascismo. Betervide junto com Isabelino Gares foi um dos mentores de um jornal de conteúdo semelhante, La Vanguardia (1928-1929).
Outros militantes do partido foram: Maruja Pereyra (esposa de Pilar Barrios), Ignacio Suárez Peña, Ceferino Nieres, Sandalio del Puerto, Carmelo Gentile, Aníbal Eduarte, Ismael Arribio e Gilberto Cabral (filho de Elemo).

## Programa do PAN
O programa do PAN se estruturou sobre quatro pontos:
1. - Denúncia da discriminação profissional.
2. - Unidade de interesses comuns com os setores menos favorecidos da sociedade.
3. - Apoio à iniciativas que favoreceriam o país.
4. - Obtenção de representação parlamentar para a comunidade.

No Uruguai, nunca houve uma legislação que impusesse restrições aos seus cidadãos devido à sua raça, mas na prática, até hoje o coletivo negro (um dos mais antigos do país) apresenta um forte atraso nos níveis ocupacional e social, sendo que a situação naqueles anos era ainda pior.
O primeiro negro a ser eleito como representante nacional foi Edgardo Ortuño, eleito pelo setor Vertiente Artiguista da Frente Ampla em 1994, que na legislatura anterior foi ocasionalmente convocado como substituto.

## Da sua fundação até as eleições de 1938
No ano de 1933 o presidente constitucional Gabriel Terra lidera um golpe de estado e dissolve as câmaras legislativas. Começa então um período marcado pela resistência à ditadura de uma parte do sistema político que se traduziu em sua abstenção eleitoral e até em tentativas de conflito armado. É nesse contexto que o partido é fundado.
Em maio de 1936 se realiza a sua primeira assembléia em uma sala da Asociación Fraternidad e poucos dias depois seu manifesto é aprovado. Em setembro ocorre o falecimento de Salvador Betervide.
Em 15 abril de 1937 o partido começa a publicar o seu órgão de imprensa oficial, o jornal Pan ('Pão'), que teve nove edições publicadas até dezembro de 1937. Sandalio del Puerto foi o primeiro editor e foi logo substituído por Carmelo Gentile em outubro de 1937. Em 5 de julho de 1937, foi estabelecido um comitê local do partido em Rivera. Em 4 de dezembro de 1937, foi organizada uma Assembléia Geral e em 18 de dezembro de 1937, foi criado um comitê local na cidade de Melo.
Entre 5 e 7 de março de 1938 ocorre a sua convenção, liderada por Mario Méndez, na qual é definida a sua lista de candidatos à Câmara dos Deputados pelo departamento de Montevidéu. 
Todas essas atividades não repercutiram de maneira forte na comunidade e o partido não mobilizou mais de 25 militantes. Nas eleições gerais de 1938 realizadas em 27 de março, o PAN obteve 87 votos. As mesmas foram ganhas pelo setor colorado que apoiava a ditadura e totalizou 219.262 votos, os outros setores do seu partido se abstiveram assim como parte do Partido Nacional.

## Das eleições de 1938 até sua dissolução
O resultado mergulhou o PAN em uma crise que o imobilizou até 1941, quando o presidente Alfredo Baldomir, responsável por um golpe de Estado contra Terra, convocou eleições. 
Logo após começar a reunir-se novamente, um grupo de membros do Comitê Executivo votou pela retirada de Méndez de seu posto como presidente do partido. O partido então se divide em duas facções, uma liderada por Mario Méndez e outra por Ignacio Suárez Peña. O núcleo do jornal Nuestra Raza já havia se separado em 1938. A origem da divisão se baseava em rivalidades pessoais reforçadas pela ideia de que Méndez não representava totalmente os interesses da comunidade porque tinha uma posição econômica incomum dentro da mesma (era dono de uma pequena gráfica e morava em um bairro de classe média tipicamente habitado por brancos). As duas facções disputam a posse da legenda no Tribunal Eleitoral, que não é definida por nenhuma delas.
Em junho de 1942 falece Mario Méndez, situação que possibilita ao Partido se recompor retornando, até mesmo, a se filiar ao grupo do Nuestra Raza. De todo modo, no fim das contas o PAN não participa das eleições nacionais.
Em junho de 1944 sua Direção resolve dissolver o partido e doar seus poucos bens ao Nuestra Raza.